# ده غوشة (صوغان)
ده غوشة (بالفارسية: ده گوشه) هي قرية تقع في إيران في قسم صوغان الريفي. يقدر عدد سكانها بـ 186 نسمة .